# Livres en liberté
Pour les articles homonymes, voir Foire du livre.
Livres en liberté est un festival littéraire fondé en Haïti par le poète Clément Benoit II.

## Historique
Fondé à Limbé, à Haïti en 2002 par le poète et opérateur culturel Clément Benoit II en suivant l'exemple de Livres en folie, Livres en liberté est une institution qui fait la promotion de la littérature haïtienne et accompagne des écrivains dans la diffusion de leurs œuvres. C'est aussi une opportunité pour des lecteurs de rencontrer des écrivains. Son slogan est "Une caravane d'écrivains en marche !". 

### 1ère édition
La première édition du festival a lieu en 2005 dans la ville de Cap-Haïtien et accueille comme invité d'honneur le poète Bonel Auguste. 

### 35e édition
La ville de Jacmel a accueilli, les samedi 23 et dimanche 24 novembre 2013, la trente-cinquième édition du festival. Le premier jour au lycée Célie Lamour et le second jour à l'hôtel Florita. Emmanuel Ménard, qui avait obtenu le prix Joseph D. Charles en 2013 pour son livre Verbe du silence, était l'écrivain à l'honneur parmi une quarantaine d'auteurs en signature. L'invité d'honneur a clamé son admiration pour la poésie en disant  que le genre poétique est le plus haut sommet de l’écriture. La première journée a été marquée par la parade des jeunes dans les rues de Jacmel. Claude C. Pierre, l’auteur de Lang pa gen zo, a encouragé les écrivains à écrire dans les deux langues du pays[Lesquelles ?]. Joël Lorquet, écrivain, journaliste et chanteur, était aussi présent en apportant des stocks de livres et CD.  

### 37e édition
La trente-septième édition de Livres en liberté se tient au Bénin à Cotonou du 20 au 28 juillet 2014. Environ 700 livres d'auteurs haïtiens et béninois ont été exposés et des écrivains d'Haïti, du Togo et du Benin étaient présents. En cette occasion, Clément Benoit II a animé un atelier d'écriture. La présence d'auteurs tels que Osseni Yaya, Edea Thomas, Denis Avimadjessi, Armand Ajagbo, Martial Tankpinou, Romaric Banon, Amos Cincir, Valere Vigni et Édouard Prudence a été remarquée.

### 39e édition
La trente-neuvième édition du festival a été organisée le 25 octobre 2014 à Mirebalais. L'écrivaine Yanick Lahens  a été l'invitée d'honneur. La matinée a débuté avec un cocktail en l'honneur des écrivains précédé d'une parade animée par la fanfare "Kiro" avec les jeunes écoliers de la ville. Plus de 500 titres ont été exposés et parmi les auteurs présents se trouvaient Evains Wêche, Charlotte B. Cadet, Amos Duboirand, Mirline Pierre et Pierre Josué Agénor Cadet.

### 42e édition
Les 28 et 29 juin  2015 marquent la quarante-deuxième édition du festival à l'occasion du tricentenaire de la ville de Limbé. Gary Victor était l'invité d'honneur, plus d'une vingtaine d'écrivains étaient en signature et des maisons d'éditions telles que C3 Éditions, les Editions de l'Université d’État d'Haïti, Kopi Vit Aksyon Sosyal, et Communication plus étaient présentes.

### 58e édition
Les 30 et 31 décembre 2019, la cinquante-huitième édition de Livres en liberté a été organisée au Petit -Trou de Nippes dans les jardins d’Arthur Guest House et à la bibliothèque Dany Laferrière. Les auteurs qui ont répondu présents à cette édition sont Handgod Abraham, Christopher A. Jasmin, Jacob Jean Jacques, Adelyne Bonhomme, Samuel Clermont, Jean Verdin Jeudi et Fédia Stanislas, lauréate du Prix Deschamps de 2019. Billy Doré, qui signait son recueil de poèmes Mamote, publié aux Éditions Floraison a été l’invité d’honneur et a déclaré à l'occasion: « Ma participation à cette 58e édition de Livres en Liberté a été, pour moi, un moment de folie ponctué surtout d’euphorie. J’ai eu la chance de m’octroyer un immense plaisir. Des jeunes venant de plusieurs villes du pays m’ont gratifié leurs sourires. Grâce à cette expérience, en tant qu’invité d’honneur, j’ai pu constater le bonheur est tributaire de la littérature. Des relations entre moi et des auteurs venant de partout sont vite liées ».

## Liste des Invités d'honneur
| éditions | Invités         | Dates                  | Lieux                |
| -------- | --------------- | ---------------------- | -------------------- |
| 1re      | Bonel Auguste   | 2005                   | Cap-Haïtien          |
| 35e      | Emmanuel Menard | 23 et 24 novembre 2013 | Jacmel               |
| 36e      |                 |                        |                      |
| 37e      |                 | 20 au 28 juillet 2014  | Cotonou              |
| 38e      |                 |                        |                      |
| 39e      | Yanick Lahens   | 25 octobre 2014        | Mirebalais           |
| 49e      | Gary Victor     | 28 et 29 juin 2015     | Limbé                |
| 58e      | Billy Doré      | 29 au 31 décembre 2019 | Petit-Trou-de-Nippes |
| 60e      | Agénor Cadet    | 18 au 20 décembre 2020 | Port-de-Paix         |
| 61e      | Guy Gérard      | 18 au 18 avril 2021    | Gros-Morne           |